# Al-Mútadid I (abbàssida del Caire)
Abu-l-Fat·h Abu-Bakr al-Mútadid bi-L·lah (àrab: أبو الفتح أبو بكر المعتضد بالله, Abū l-Fatḥ Abū Bakr al-Muʿtaḍid bi-Llāh), més conegut pel seu làqab com a al-Mútadid I (?-1362), fou califa abbàssida del Caire (1352-1362), sota la tutela dels mamelucs d'Egipte.